# 筑紫女学園大学
筑紫女学園大学（ちくしじょがくえんだいがく、英語: Chikushi Jogakuen University、公用語表記: 筑紫女学園大学）は、福岡県太宰府市石坂2丁目12-1に本部を置く日本の私立大学。1965年創立、1988年大学設置。大学の略称は筑女。
運営母体は学校法人筑紫女学園。龍谷総合学園加盟校。

## 概観
筑紫女学園大学は、「親鸞聖人が明らかにされた仏陀（釈尊）の教え、すなわち浄土真宗の教えにもとづく人間教育」を建学の精神としている。
- 「自律」自分を深く見つめ、さまざまな恵みによって生かされていることを自覚し、自らの人生を生きること。
- 「和平」他者を認め、尊重しあうことで生まれる穏やかな世界のこと。
- 「感恩」自分を支えている生命の働きに感謝を抱き、その恩に報いたいと願うこと。

## 沿革
- 1965年（昭和40年） - 筑紫女学園短期大学開学（国文科、英文科、家政科）。
- 1969年（昭和44年） - 幼児教育科開設。
- 1988年（昭和63年） - 筑紫女学園大学開学（文学部日本語・日本文学科、英語学科）。
- 1992年（平成4年） - 短期大学幼児教育科に保母養成課程設置。
- 1998年（平成10年） - 文学部にアジア文化学科、人間福祉学科を開設。
- 1999年（平成11年） - 短期大学家政科を生活学科に名称変更。
- 2002年（平成14年） - 文学部に発達臨床心理学科を開設。
- 2005年（平成17年） - 文学部に英語メディア学科を開設。筑紫女学園短期大学から筑紫女学園大学短期大学部へ名称変更。筑紫女学園大学短期大学部現代教養学科開設（国文科、英文科、生活学科は学生募集停止）。 筑紫女学園短期大学附属幼稚園を筑紫女学園大学短期大学部附属幼稚園に名称変更。
- 2007年（平成19年） - 大学院人間科学研究科 人間科学専攻開設。
- 2011年（平成23年） - 筑紫女学園大学人間科学部人間科学科開設。
- 2015年（平成27年） - 筑紫女学園大学現代社会学部現代社会学科開設。
- 2019年（平成31年） - 大学院人間科学研究科 人間科学専攻に人間科学コースと臨床心理学コースを開設。

## 学部・学科
- 文学部
  - 日本語・日本文学科
  - 英語学科
  - アジア文化学科
- 人間科学部
  - 人間科学科
    - 心理コース
    - 社会福祉コース
    - 初等教育コース
    - 幼児保育コース
- 現代社会学部
  - 現代社会学科

## 大学院
- 人間科学研究科　人間科学専攻
  - 人間科学コース
  - 臨床心理学コース

## 学内奨学金・特待生制度
給付型
- 推薦入試特待生制度
- CJアドミッション・ポリシー入試特待生
- 一般・センター入試特待生制度
- 在学生成績優秀者奨励生制度（2〜4年次対象）
- 筑紫女学園育英奨学会奨学金
- 筑紫女学園大学・短期大学部奨学金
- 紫友会（同窓会）給付奨学金
- 留学支援奨学金（学内制度・選考試験合格者対象）

減免型
- 筑紫女学園大学姉妹等校納金減免

## 対外関係
国際・学術交流等協定校
- クイーンズ大学（カナダ・オンタリオ州・キングストン）
- メリルハースト大学（アメリカ・オレゴン州・ポートランド）
- ハワイ大学マノア校（アメリカ・ハワイ）
- ハワイ大学カピオラニ校（アメリカ・ハワイ）
- 西シドニー大学（オーストラリア・NSW・シドニー）
- AIS St. Helens（ニュージーランド・オークランド）
- リヴァプール大学（イギリス・ リヴァプール）
- 北京語言大学（中国・北京市）
- 南開大学（中国・天津市）
- マレーシア理科大学（マレーシア・ペナン）
- ヴィサヤ大学（フィリピン・セブ島）
- 広東省外語芸術職業学院（中国・広州）
- 中国文化大学（台湾・台北）
- 静宜大学（台湾・台中）
- 仁川大学（韓国・仁川広域市）
- 東亜大学（韓国・釜山）
- 徳成女子大学（韓国・ソウル）

### 太宰府市 教育委員会 連携協力
教職課程に関わる教育実習、研究活動や学校教育諸活動の活性化・充実・発展を目指す目的で太宰府市教育委員会と連携協力に関する協定を締結。

### 筑紫野市 包括連携協定
地域コミュニティの発展、文化及び産業の振興、人材育成、教育・福祉の充実に相互に取り組むために協定を締結。

### 教育連携
- ANAエアラインスクール（ANAビジネスソリューション株式会社）

航空業界を目指す学生の業界理解と意欲向上を図るとともに、この取り組みを通じて、外国語学や観光学関連の科目など関連学部の正課教育における学修効果を高める。
- 日本航空株式会社

人的・知的資源の交流と活用を図り、連携のもと、教育研究等の分野において相互に協力し、社会の発展と地域に根差した教養豊かなグローバル人材育成に寄与することを目的に連携協定を締結。国内外問わずそれぞれが置かれた地域社会の中で多種多様な人々と協働し活躍・貢献できる人材の輩出へとつなげる。

### 産学連携
- 黒川温泉観光旅館協同組合
- アイ・ケイ・ケイ株式会社
- 株式会社スターフライヤー
- 株式会社三井住友銀行

産学連携協定を締結して人的、知的資源の交流と活用を図り、学生にとっての「社会的・職業的自立」の促進と「社会人基礎力」の向上を図り、企業における社会的貢献に繋げることを目的とする。

## 附属機関
- 附属図書館
- 学習支援センター
- 情報メディアセンター
- 人間文化研究所
- 生涯学習センター
- 学生健康センター
- 国際交流センター
- 教育開発センター
- 天神キャリアセンター
- 臨床心理センター

## 著名な卒業生
- 原田愛子 -  KBCラジオパーソナリティ
- 富永倫子 -  RKB毎日放送アナウンサー
- 小林容子 -  フリーアナウンサー
- 梶原麻莉子 -  タレント、モデル
- fumika -  歌手
- 豊田まみ子 - パラバドミントン選手
- 木村まこ - タレント、モデル
- 北川 彩 -  フリーアナウンサー

## 著名な教員
- 鹿毛康司（客員教授） - マーケター、クリエイティブ・ディレクター
- 赤枝香奈子（元准教授） - 社会学者

## 附属校・関連校
- 筑紫女学園中学校・高等学校
- 筑紫女学園大学附属部幼稚園

## 交通アクセス
西鉄バス二日市 ■ 1-2系統
西鉄二日市駅～JR二日市駅～西鉄紫駅～鬼の面～高雄～柚の木～吉木入口～三笠台前～原営業所～宮の森～筑紫女学園大学前～九州国立博物館前～西鉄太宰府駅